# Chen Qiufan
Chen Qiufan (陈楸帆), född den 30 november 1981 i Shantou, Guandong, är en kinesisk science fiction-författare, bosatt i Peking. Han är även känd under sitt engelska nick Stanley Chan och försörjer sig genom arbete på Google. Han är del i en ny realistisk våg och har kallats för Kinas William Gibson.

## Verk
Chen har skrivit en roman, "Huang chao" (Skräpvågen), men främst publicerat noveller, i vilka han tagit upp begrepp som varseblivning och filter med apokalyptisk effekt och paradigmskiften.
- "Fen" (maj 2004) i tidskriften ”Kehuan Shijie” (Science Fiction Världen), själv översätt som "The Tomb" i The Apex Book of World SF 2, anth 2012, ed Lavie Tidhar)
- “Shentong”, "Vision of the Abyss" (2006)

Tre senare noveller har översatts till engelska av Ken Liu:
- "The Flowers of Shazui" i magasinet  Interzone, november 2012
- "The Fish of Lijiang" (online), Clarkesworld Magazine, augusti 2011.
- "Shu Nian" (maj 2009) i Kehuan Shijie. I denna "The Year of the Rat" (juli/augusti 2013 F&SF) kommenderas college studerande ut från överfulla förläggningar att jaga snabbt utvecklande, genetiskt modifierede råttor, som har sluppit ut från laboratorier, där de fötts upp för  export.[8]

Fiskarna i Lijiang gav engelske översättaren 2012 års utmärkelse av Science fiction and Translation Award. Nu finns den även i svensk direkt översättning från kinesiskan av Anna Gustafsson Chen i kulturtidskriften Karavans september nummer 2013.
I sina texter kritiserar Chen skickligt förklätt samtida företeelser i allegorisk form. Fiskarna i Lijiang är ett bra exempel, där han belyser den extrema stress och hälsofara som flertalet kinesiska lönearbetare utsätts för och hur de påverkas för att kunna arbeta snabbare och mer. De rika och mäktiga kan å andra sidan unna sig manipulation för att förbättra och förlänga sina liv. Därför är det för att få sin ”tidsuppfattningskompression” korrigerad, som den manliga huvudpersonen flyger i väg till en rehabiliteringsklinik, där han får sin yang-åkomma kompenserad av en kvinnlig yin-ditto.

## Mottagande
Karavan har bjudit in Chen och en kinesisk poet till en presentation i Stockholm i oktober 2013.